# إغوانة شمالية شرقية
إغوانة شمالية شرقية (الاسم العلمي: Ctenosaura acanthura) هي نوع من الزواحف تتبع جنس إغوانة شائكة الذيل من الفصيلة الإغوانية.